# Reynald Cantin

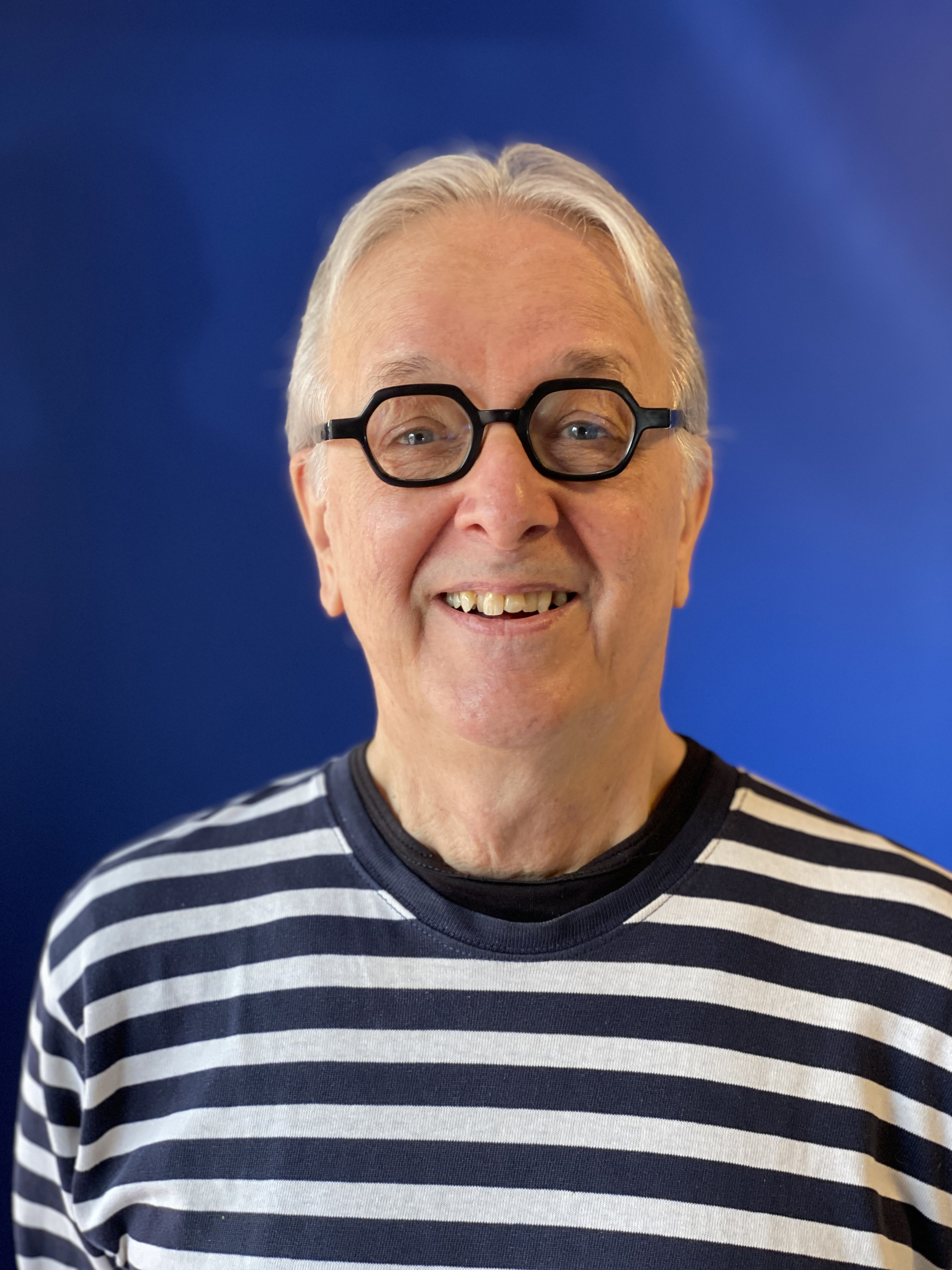

Reynald Cantin, né à Québec le 18 février 1946, est un écrivain québécois, auteur de nombreux ouvrages de littérature d'enfance et de jeunesse.

## Biographie
Après 35 années d'enseignement du français au secondaire, Reynald Cantin prend sa retraite en juin 2005 afin de se consacrer à ce qui est, depuis 1985, son passe-temps favori : l’écriture pour la jeunesse. En effet, inspiré par ses élèves et ses propres enfants, il publie des histoires audacieuses alliant fantaisie, émotions et action.
Il publie d’abord des romans pour les adolescents et les jeunes adultes chez Québec-Amérique, avant de s'orienter vers les ouvrages pour les plus jeunes publiés chez FouLire. Son engagement est de toujours écrire des récits dont les personnages deviennent meilleurs. Son dernier roman, Les bulles, chez Boréal Junior, en est une des plus belles illustrations. (Finaliste au prix du Gouverneur Général)
Toujours très présent dans les écoles du Québec via le programme La Culture à l'école, il propose aux jeunes des animations des plus stimulantes.

## Œuvre

### Roman pour tous
Les tribulations d'une adolescente au secondaire
- Ève Paradis (Québec/Amérique - 2005)

### Littérature jeunesse

#### Ouvrages pour les 7-9 ans

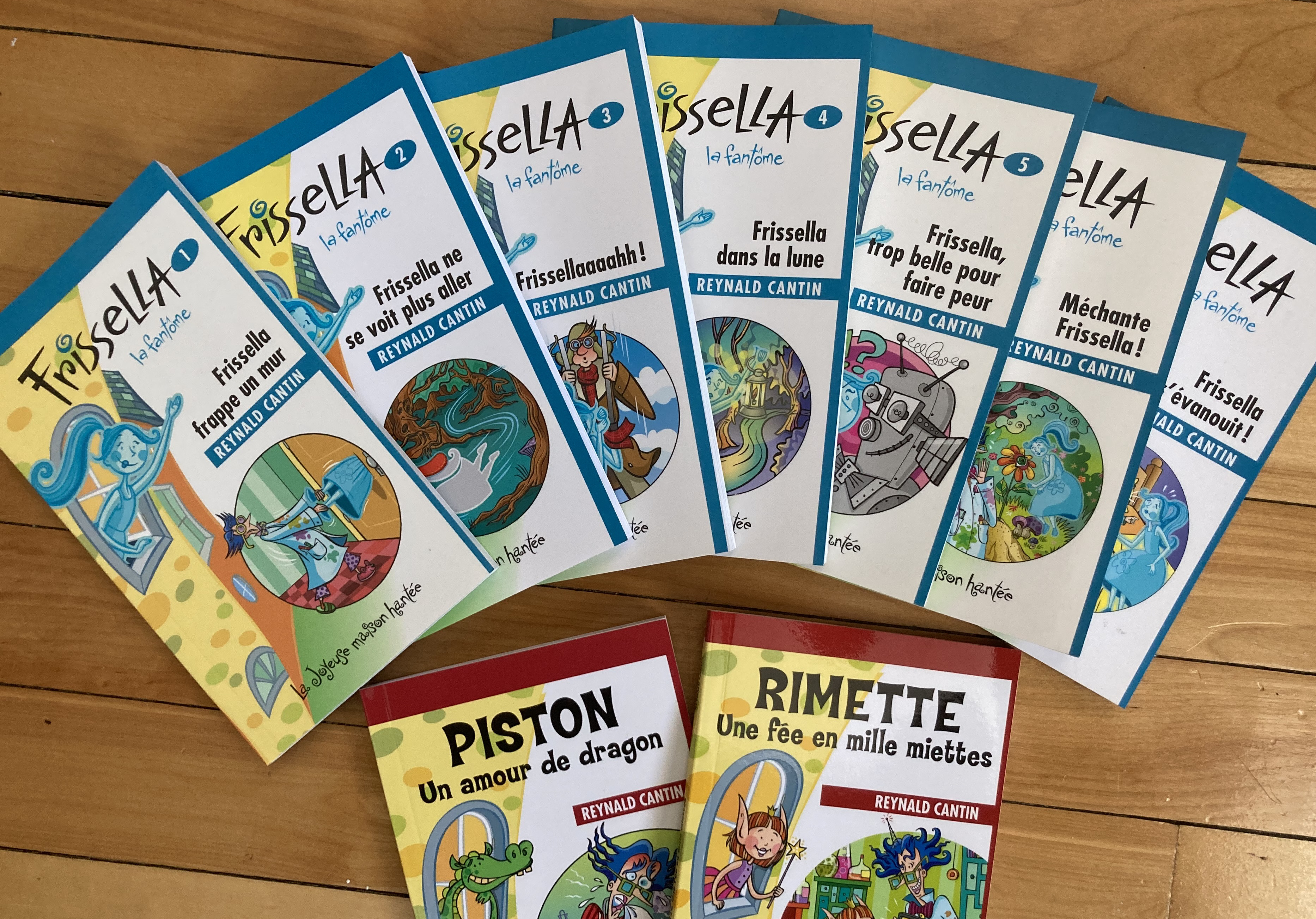

Les mésaventures d'une fantôme débutante, chez FouLire
- Frissella frappe un mur (2004)
- Frissella ne se voit plus aller (2005)
- Frissellaaahhh! (2006)
- Frissella dans la lune (2007)
- Frissella, trop belle pour faire peur (2008)
- Méchante Frissella! (2009)
- Frissella s'évanouit (2010)
- Piston, un amour de dragon (2009)
- Rimette, une fée en mille miettes (2011)

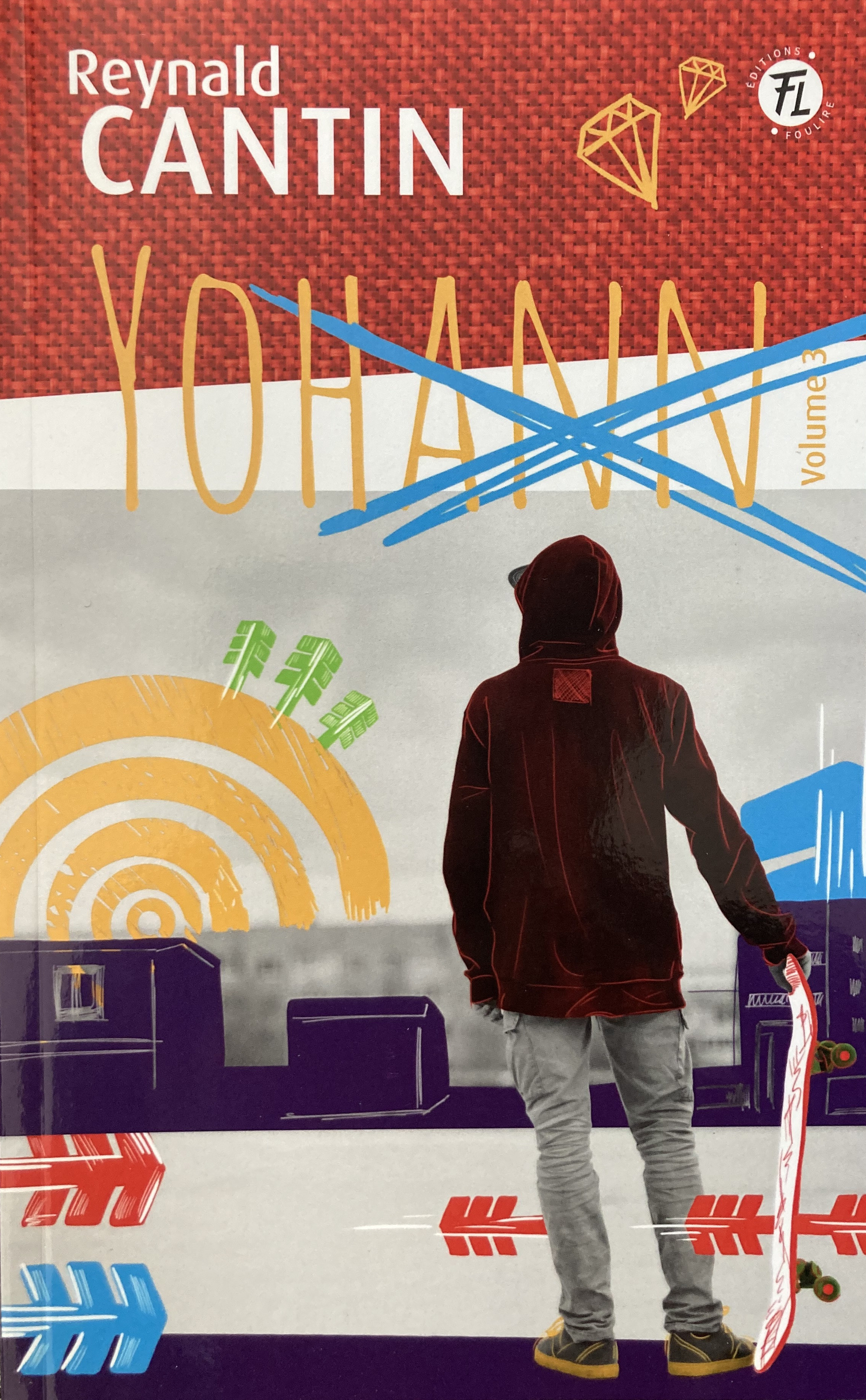

#### Ouvrages pour les 9-11 ans
Les mésaventures d'un vrai p'tit malcommode - chez FouLire
- Yohann Volume 1 (2018)
- Yohann Volume 2 (2019)
- Yohann Volume 3 (2020)

#### Ouvrages pour les 10-12 ans
- La Lecture du diable (Québec/Amérique - 1994)
- Mes parents sont gentils, mais tellement peureux (FouLire - 2009)
- Mon grand-père est gentil, mais tellement flyé (FouLire - 2014)

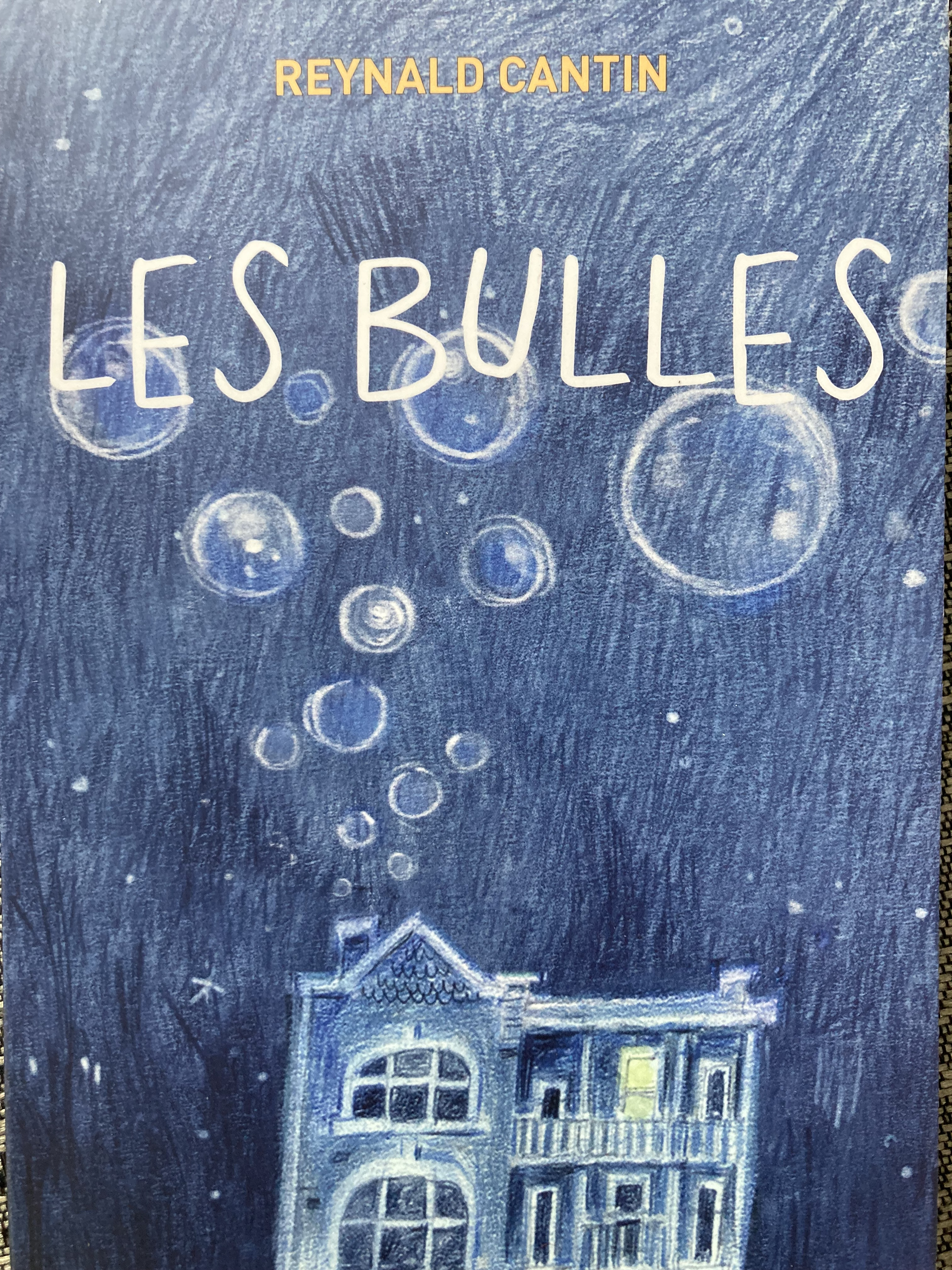

- Les bulles (Boréal Junior - 2021)